# Paolino (nome)
Paolino  è un nome proprio di persona italiano maschile.

## Varianti
- Femminili: Paolina[1][3][4]

### Varianti in altre lingue
- Basco: Paulino
- Catalano: Paulí[5]
- Ceco: Paulín
- Francese: Paulin
- Latino: Paulinus[2][5]
- Polacco: Paulin
- Portoghese: Paulino[2]
- Russo: Павлин (Pavlin)
- Serbo: Павлин (Pavlin)
- Spagnolo: Paulino[2][5]
- Ucraino: Паулін (Paulin)

## Origine e diffusione
Risale al cognomen romano Paulinus, derivato da Paulus (Paolo) come patronimico (ossia "discendente di Paolo", "relativo a Paolo"). Ad oggi, comunque, è usato come un semplice diminutivo di Paolo.
Almeno per quanto riguarda la diffusione in Italia, il nome gode del sostegno di alcuni santi, fra cui spicca san Paolino di Nola.

## Onomastico
L'onomastico si festeggia generalmente il 22 giugno in memoria di san Paolino, vescovo di Nola. Tra gli altri santi con questo nome si ricordano, alle date seguenti:
- 11 gennaio (o 28 gennaio, o 9 febbraio, o 2 marzo), san Paolino II, patriarca di Aquileia[7][8]
- 29 aprile, san Paolino, vescovo di Brescia[8]
- 4 maggio, san Paolino Bigazzini, monaco benedettino[7]
- 4 maggio, san Paolino, martire a Colonia[6][8]
- 4 maggio, san Paolino, vescovo di Senigallia[8]
- 26 maggio, san Paolino, martire con i santi Eraclio e Felicissimo a Todi sotto Diocleziano[6][7][8]
- 12 luglio, san Paolino d'Antiochia, primo vescovo di Lucca e ivi martire con altri compagni[7][8]
- 31 agosto, san Paolino, missionario e vescovo di Treviri, esiliato in Frigia da Costanzo II[7][8]
- 10 ottobre, san Paolino, monaco, discepolo di san Gregorio Magno e vescovo di York, convertì sant'Edvino[7][8]
- 10 ottobre, san Paolino, pellegrino inglese, eremita e vescovo di Capua[8]
- 23 novembre, san Paolino, fondatore dell'abbazia di Whitland, in Galles[8]

## Persone
- Paolino, console romano nel 277
- Paolino, console romano nel 498

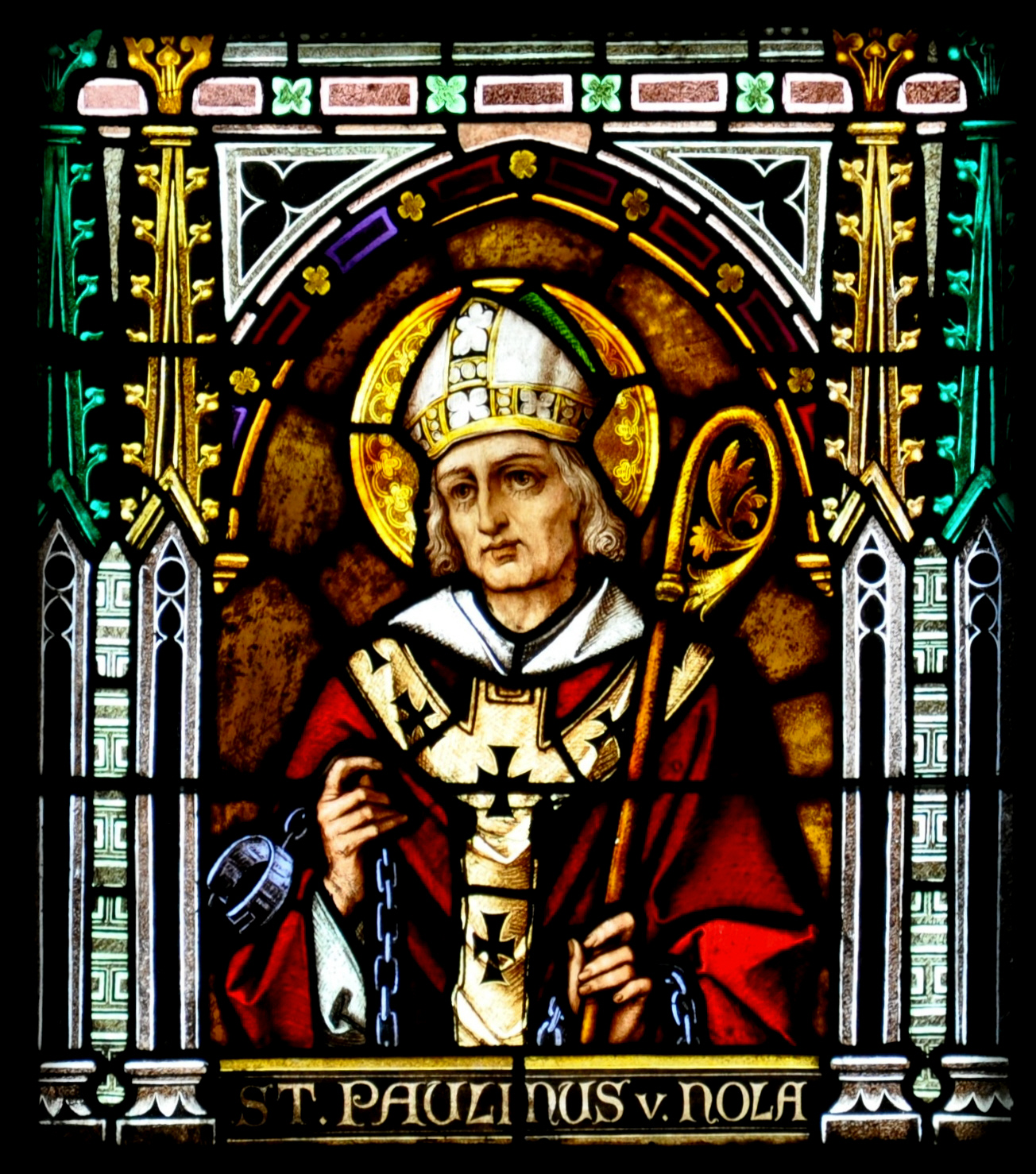
Paolino di Nola

- Paolino I, patriarca cattolico italiano
- Paolino II, patriarca cattolico e santo italiano
- Paolino di Capua, vescovo di Capua
- Paolino di Lucca, vescovo di Lucca
- Paolino di Milano, segretario e biografo di sant'Ambrogio
- Paolino di Nola, vescovo di Nola
- Paolino da San Bartolomeo, religioso, orientalista e storico austriaco
- Paolino di Treviri, vescovo di Treviri
- Paolino di York, vescovo di York
- Marco Giunio Cesonio Nicomaco Anicio Fausto Paolino, console romano
- Sesto Anicio Fausto Paolino, console romano
- Amnio Manio Cesonio Nicomaco Anicio Paolino, console romano
- Decio Paolino, console romano
- Paolino Ambrosino, giocatore di baseball italiano
- Paolino Bigazzini, monaco e santo italiano
- Paolino Minorita, vescovo cattolico, politico e scrittore italiano
- Paolino Piola, calciatore italiano
- Paolino Ranieri, politico e partigiano italiano
- Paolino Stanzial, calciatore e allenatore di calcio italiano
- Paolino Taddei, politico italiano
- Paolino Tribbioli, vescovo cattolico italiano

### Variante Paulino
- Paulino Alcántara, calciatore e allenatore di calcio filippino naturalizzato spagnolo
- Paulino Bernabé, liutaio spagnolo
- Paulino Uzcudun, pugile spagnolo

### Variante Paulin
- Paulin Dhëmbi, calciatore albanese
- Paulin Lemaire, ginnasta francese
- Paulin Méry, medico e politico francese
- Paulin Talabot, imprenditore francese

## Il nome nelle arti
- Paolino è uno dei protagonisti di Paolino e Polla, commedia elegiaca latina del XIII secolo, di Riccardo da Venosa
- Paolino è un personaggio del film del 1987 La famiglia, diretto da Ettore Scola.
- Paolino Paperino è il nome completo di Paperino, celebre personaggio Disney.